# Maximilian von Kesseler
Maximilian Josef Hubert Rudolf Goswin von Kesseler (* 2. Dezember 1864 in Bonn-Poppelsdorf; † 1. September 1935 in Münster) war ein preußischer Landrat.

## Leben und Herkunft
Der Katholik Kesseler war ein Sohn des Premierleutnants a. D. und Rittergutsbesitzers Franz von Kesseler (* 21. Januar 1830) und dessen Ehefrau Klara von Kesseler, geb. Simons (* 8. Februar 1827). Nach erfolgtem Hausunterricht und Besuch der Gymnasien in Köln, Ahrweiler und Düren legte er zu Ostern 1885 seine Reifeprüfung ab. Im Anschluss studierte er in Freiburg, Leipzig, Straßburg und Bonn Rechtswissenschaften, sowie von 1891/92 Nationalökonomie und Geschichte an der Universität zu Berlin. In der Zeit vom 1. Oktober 1886 bis zum 1. Oktober 1887 war er beim Ulanen-Regiment Nr. 15 in Straßburg dienstverpflichtet. Am 27. April 1889 wurde er Gerichtsreferendar beim Oberlandesgericht Köln, ab dem 14. März 1892 war er Regierungsreferendar bei der Regierung Koblenz, dem am 26. Juli 1894 die Ernennung zum Regierungsassessor folgte. Dann war er von März bis August 1895 Hilfsarbeiter beim Landratsamt Osnabrück, im Anschluss bis 1. April 1897 beim Landratsamt Essen und noch bis 31. März 1899 beim Landratsamt Moers. Zum 7. Mai 1899 wechselte er zur Regierung Düsseldorf, wo er am 5. August 1900 seine Ernennung zum kommissarischen Landrat des Kreises Bitburg (per Erlass vom 25. März 1901) erhielt. Die definitive Bestallung per Allerhöchster Kabinettsorder folgte am 1. April 1901. In Bitburg war er u. a. Schriftführer des Vereins zur industriellen Entwicklung der Südeifel. Aufgrund, wie es hieß, „unüberbrückbarer Spannungen mit der katholischen Geistlichkeit“, wurde er am 2. Januar 1913 zum kommissarischen Landrat des Landkreises Geldern ernannt, der  Dienstantritt erfolgte am 29. Januar 1913. Im Jahre 1918 wurde er zum Geheimen Regierungsrat ernannt und im Januar 1923 erfolgte die Ausweisung durch die Interalliierte Rheinlandkommission (IRKO), die ihn auch nicht wieder zuließ. Im Dezember 1924 wurde er letztlich Regierungsdirektor bei der Regierung Münster, wo er zum 1. April 1930 in den Ruhestand versetzt wurde.

## Familie
Kesseler war seit dem 31. August 1898 in Morenhoven mit Paula von Jordans (* 31. August 1878 in Morenhoven), Tochter des Rittergutsbesitzers (Burg Morenhoven) Friedrich von Jordan und dessen Ehefrau Antonie, geb. von Sandt, verheiratet. Ein jüngerer Bruder von ihm war Friedrich von Kesseler, der ebenfalls Landrat war.